# Četverikov ARK-3
Četverikov ARK-3 byl sovětský víceúčelový létající člun. Počátky letounu spadají do roku 1934, první prototyp vzlétl roku 1936. Letoun sloužil jak k vojenským účelům, zejména u Baltského a Severního loďstva, tak k účelům civilním u Aeroflotu. Jeho kapacita byla až dvanáct pasažérů.

## Specifikace

### Technické údaje
- Osádka: 4–5
- Kapacita:
- Rozpětí: 19,90 m
- Délka: 14,50 m
- Vlastní hmotnost: 3300 kg
- Vzletová hmotnost: 5260 kg
- Pohonná jednotka: 2 × hvězdicový motor Švecov M-25

### Výkony
- Maximální rychlost: 320 km/h
- Cestovní rychlost: 275 km/h ve výšce 1500 m
- Stoupavost: 230 m/min
- Dostup: 5900 m
- Maximální dostup: 7800 m
- Dolet: 1500 km
- Maximální dolet: 2500 km

### Výzbroj
- 3 × kulomet ráže 7,62 mm
- max. 1000 kg bomb